# 피리딘카복실산
피리딘카복실산(영어: pyridinecarboxylic acid)은 피리딘의 모노카복실산 유도체인 유기 화합물들의 부류이다. 피리딘카복실산은 다음과 같이 세 가지 이성질체로 존재한다.
- 2-피리딘카복실산 (피콜린산)
- 3-피리딘카복실산 (니아신으로도 알려져 있는 니코틴산)
- 4-피리딘카복실산 (아이소니코틴산)

| 계통명       | 2-피리딘카복실산 | 3-피리딘카복실산 | 4-피리딘카복실산 |
| ------------ | ---------------- | ---------------- | ---------------- |
| 관용명       | 피콜린산         | 니코틴산/니아신  | 아이소니코틴산   |
| 구조식       |                  |                  |                  |
| CAS 등록번호 | 98-98-6          | 59-67-6          | 55-22-1          |
모든 이성질체는 분자량이 123.11 g/mol이며, 화학식이 C6H5NO2이다.

## 같이 보기
- 피리딘다이카복실산
- 피리딘트라이카복실산

| Disambiguation icon | 이 문서는 명칭이 같은 여러 화합물을 연결하는 색인 문서입니다. |